# Pływanie na Letnich Igrzyskach Olimpijskich 2004 – 1500 m stylem dowolnym mężczyzn
1500 m stylem dowolnym mężczyzn – jedna z konkurencji pływackich, które odbyły się podczas XXVIII Igrzysk Olimpijskich. Eliminacje miały miejsce 20 sierpnia, a finał 21 sierpnia.
Tytuł mistrza olimpijskiego z 2000 roku obronił Grant Hackett z Australii, który czasem 14:43,40 pobił rekord olimpijski, ustanowiony przez Kierena Perkinsa na igrzyskach w Barcelonie w 1992 roku. Srebrny medal wywalczył Amerykanin Larsen Jensen, uzyskawszy czas 14:45,29. Brąz zdobył reprezentant Wielkiej Brytanii David Davies, który ustanowił nowy rekord swojego kraju (14:45,95).

## Terminarz
Wszystkie godziny podane są w czasie greckim (UTC+03:00) oraz polskim (CEST).
| Data             | Godzina rozpoczęcia | Godzina rozpoczęcia |            |
| Data             | UTC+03:00           | CEST                |            |
| ---------------- | ------------------- | ------------------- | ---------- |
| 20 sierpnia 2004 | 10:21               | 09:21               | Eliminacje |
| 21 sierpnia 2004 | 19:39               | 18:39               | Finał      |

## Rekordy
Przed zawodami rekord świata i rekord olimpijski wyglądały następująco:
| Rekord            | Zawodnik       | Czas     | Miejsce   | Data          |
| ----------------- | -------------- | -------- | --------- | ------------- |
| Rekord świata     | Grant Hackett  | 14:34,56 | Fukuoka   | 29 lipca 2001 |
| Rekord olimpijski | Kieren Perkins | 14:43,48 | Barcelona | 31 lipca 1992 |

W trakcie zawodów ustanowiono następujące rekordy:
| Data        | Etap konkurencji | Zawodnik      | Czas     | Rekord |
| ----------- | ---------------- | ------------- | -------- | ------ |
| 16 sierpnia | finał            | Grant Hackett | 14:43,40 | OR     |

## Wyniki

### Eliminacje
| Miejsce | Wyścig | Tor | Zawodnik             | Państwo           | Czas     | Uwagi |
| ------- | ------ | --- | -------------------- | ----------------- | -------- | ----- |
| 1.      | 3      | 4   | David Davies         | Wielka Brytania   | 14:57,03 | Q     |
| 2.      | 5      | 5   | Jurij Priłukow       | Rosja             | 15:01,02 | Q     |
| 3.      | 5      | 4   | Grant Hackett        | Australia         | 15:01,89 | Q     |
| 4.      | 4      | 4   | Larsen Jensen        | Stany Zjednoczone | 15:03,75 | Q     |
| 5.      | 5      | 2   | Spiridon Janiotis    | Grecja            | 15:03,87 | Q     |
| 6.      | 3      | 7   | Dragoș Coman         | Rumunia           | 15:06,33 | Q,    |
| 7.      | 3      | 2   | Graeme Smith         | Wielka Brytania   | 15:07,45 | Q     |
| 8.      | 5      | 3   | Craig Stevens        | Australia         | 15:09,54 | Q     |
| 9.      | 5      | 7   | Paweł Korzeniowski   | Polska            | 15:11,62 |       |
| 10.     | 4      | 5   | Ihor Czerwynśkyj     | Ukraina           | 15:12,58 |       |
| 11.     | 4      | 3   | Nicolas Rostoucher   | Francja           | 15:13,56 |       |
| 12.     | 5      | 6   | Christian Hein       | Niemcy            | 15:15,42 |       |
| 13.     | 3      | 6   | Takeshi Matsuda      | Japonia           | 15:16,42 |       |
| 14.     | 2      | 4   | Oussama Mellouli     | Tunezja           | 15:18,98 |       |
| 15.     | 5      | 1   | Ricardo Monasterio   | Wenezuela         | 15:20,89 |       |
| 16.     | 3      | 5   | Erik Vendt           | Stany Zjednoczone | 15:22,00 |       |
| 17.     | 2      | 5   | Petyr Stojczew       | Bułgaria          | 15:28,32 |       |
| 18.     | 3      | 8   | Andrew Hurd          | Kanada            | 15:28,71 |       |
| 19.     | 3      | 3   | Alexei Filipets      | Rosja             | 15:30,05 |       |
| 20.     | 4      | 8   | Bojan Zdešar         | Słowenia          | 15:31,57 |       |
| 21.     | 5      | 8   | Fernando Costa       | Portugalia        | 15:32,55 |       |
| 22.     | 4      | 2   | Thomas Lurz          | Niemcy            | 15:33,81 |       |
| 23.     | 4      | 1   | Gergő Kis            | Węgry             | 15:38,06 |       |
| 24.     | 4      | 7   | Christian Minotti    | Włochy            | 15:39,31 |       |
| 25.     | 3      | 1   | Cho Sung-mo          | Korea Południowa  | 15:43,43 |       |
| 26.     | 2      | 6   | Juan Martín Pereyra  | Argentyna         | 15:53,29 |       |
| 27.     | 1      | 5   | Charnvudth Saengsri  | Tajlandia         | 15:54,46 |       |
| 28.     | 2      | 2   | Moss Burmester       | Nowa Zelandia     | 15:56,42 |       |
| 29.     | 2      | 3   | Nenad Buljan         | Chorwacja         | 15:56,54 |       |
| 30.     | 1      | 4   | Giancarlo Zolezzi    | Chile             | 16:00,52 |       |
| 31.     | 4      | 6   | Georgios Diamantidis | Grecja            | 16:06,31 |       |
| 32.     | 1      | 3   | Saw Yi Khy           | Malezja           | 16:06,38 |       |
| 33.     | 2      | 7   | Xin Tong             | Chiny             | 16:10,43 |       |
| 34.     | 2      | 1   | Miguel Mendoza       | Filipiny          | 16:26,52 |       |

### Finał
| Miejsce | Tor | Zawodnik          | Państwo           | Czas     | Uwagi |
| ------- | --- | ----------------- | ----------------- | -------- | ----- |
| 1. !    | 3   | Grant Hackett     | Australia         | 14:43,40 | OR    |
| 2. !    | 6   | Larsen Jensen     | Stany Zjednoczone | 14:45,29 | NR    |
| 3. !    | 4   | David Davies      | Wielka Brytania   | 14:45,95 | NR    |
| 4.      | 5   | Jurij Priłukow    | Rosja             | 14:52,48 | NR    |
| 5.      | 2   | Spiridon Janiotis | Grecja            | 15:03,69 |       |
| 6.      | 1   | Graeme Smith      | Wielka Brytania   | 15:09,71 |       |
| 7.      | 7   | Dragoș Coman      | Rumunia           | 15:10,21 |       |
| 8.      | 8   | Craig Stevens     | Australia         | 15:13,66 |       |